# طريق اونتاريو السريع 403
اgطريق الملكي 403 ( يُلفظ "فور أو ثري")، أو ببساطة الطريق السريع 403، سلسلة الطرق السريعة 400 في مقاطعة أونتاريو الكندية التي تنتقل بين و وودستوك و ميسيساغا، يتفرع من الطريق السريع 401 و يعود ليندمج معه في كلا نهايتيه و يسير إلى الجنوب منه من خلال هاملتون و ميسيساغا. و يوازي طريق الملكة اليزابيث (QEW) لمسافة 22 كم (14 ميل) من بيرلينجتون (أونتاريو) إلى أوكفيل (أونتاريو). الطريق السريع 403 ايضاً معروف باسم الطريق السريع جيدوك داخل هاملتون. على الرغم من أن تصميم الطريق السريع 403 تم تطبيقه لأول مرة في عام 1963 لزاوية صغيرة من الطريق السريع المتفرع من QEW، لم يتم إكمال الطريق بأكمله حتى 15 أغسطس 1997، عندما افتتح برانتفورد قطاع مدينة انكاستر آنذاك لحركة المرور.
غالبية الطريق السريع 403 محاطة بأراضي مستخدمة في الضواحي، باستثناء غرب انكاستر، حيث يمر عبر الأراضي الزراعية؛ برانتفورد هي المنطقة الحضرية الوحيدة في هذا القسم. في هاميلتون، الطريق السريع 403 ينزل جرف النياجرا . فإنه يلتف حول الجانب الشمالي من خليج برلنغتون ليقابل QEW. من هناك، ويسير مباشرة عبر برلنغتون وأوكفيل مع QEW، متجهين إلى الشمال على حدود ميسيساغا-أوكفيل. ثم يعبر عبر مركز ميسيسوجا في اتجاه الشرق والغرب، يُخدم وسط المدينة، قبل ان يتحول إلى الشمال. يستر شمال الطريق السريع 401 باسم الطريق السريع 410.

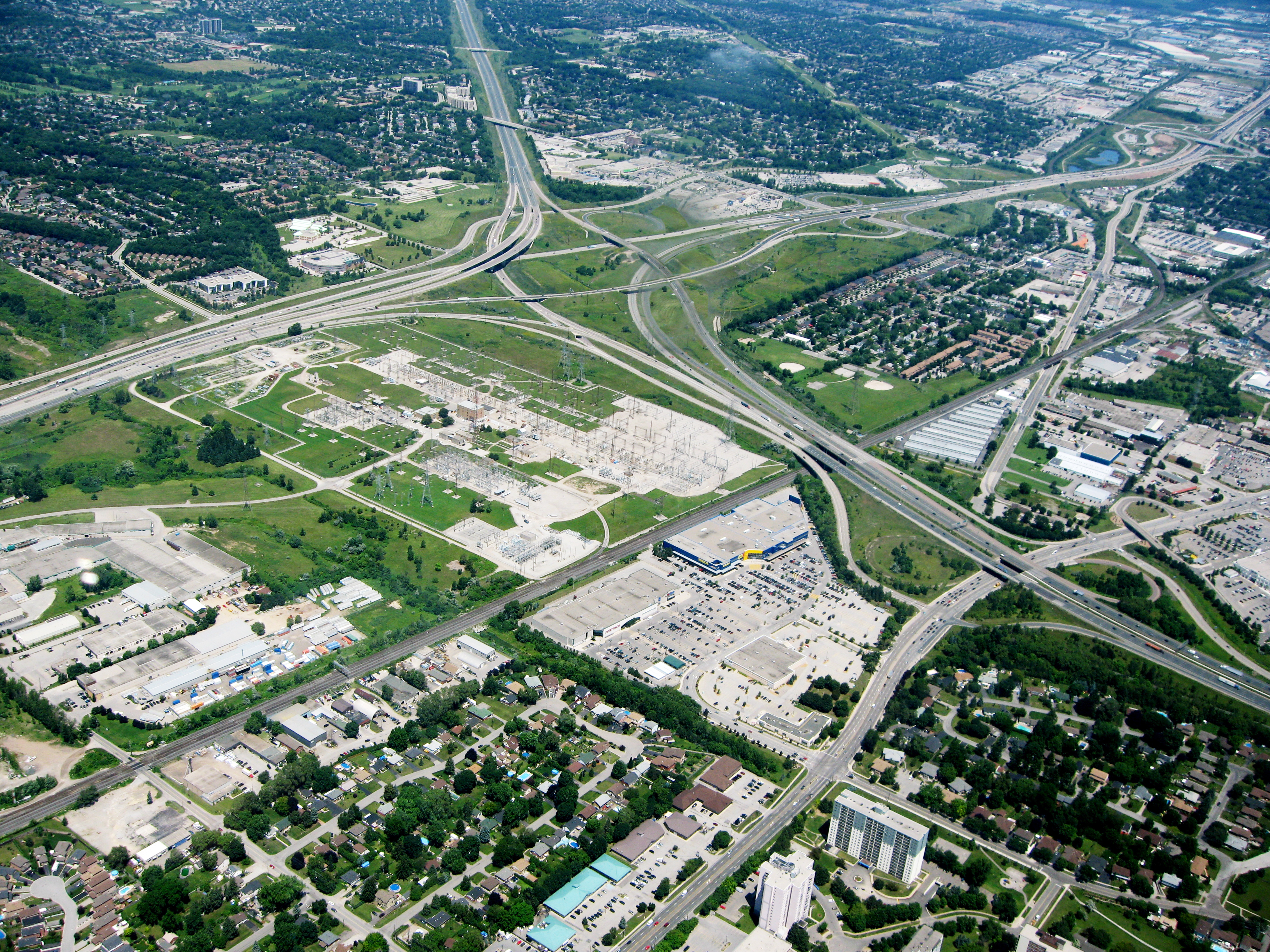
الطريق السريع 403 وطريق الملكة اليزابيث تتقارب في تقاطع فريمان في برلنغتون. يبدأ الطريق السريع ETR 407 أيضا في هذا التقاطع.

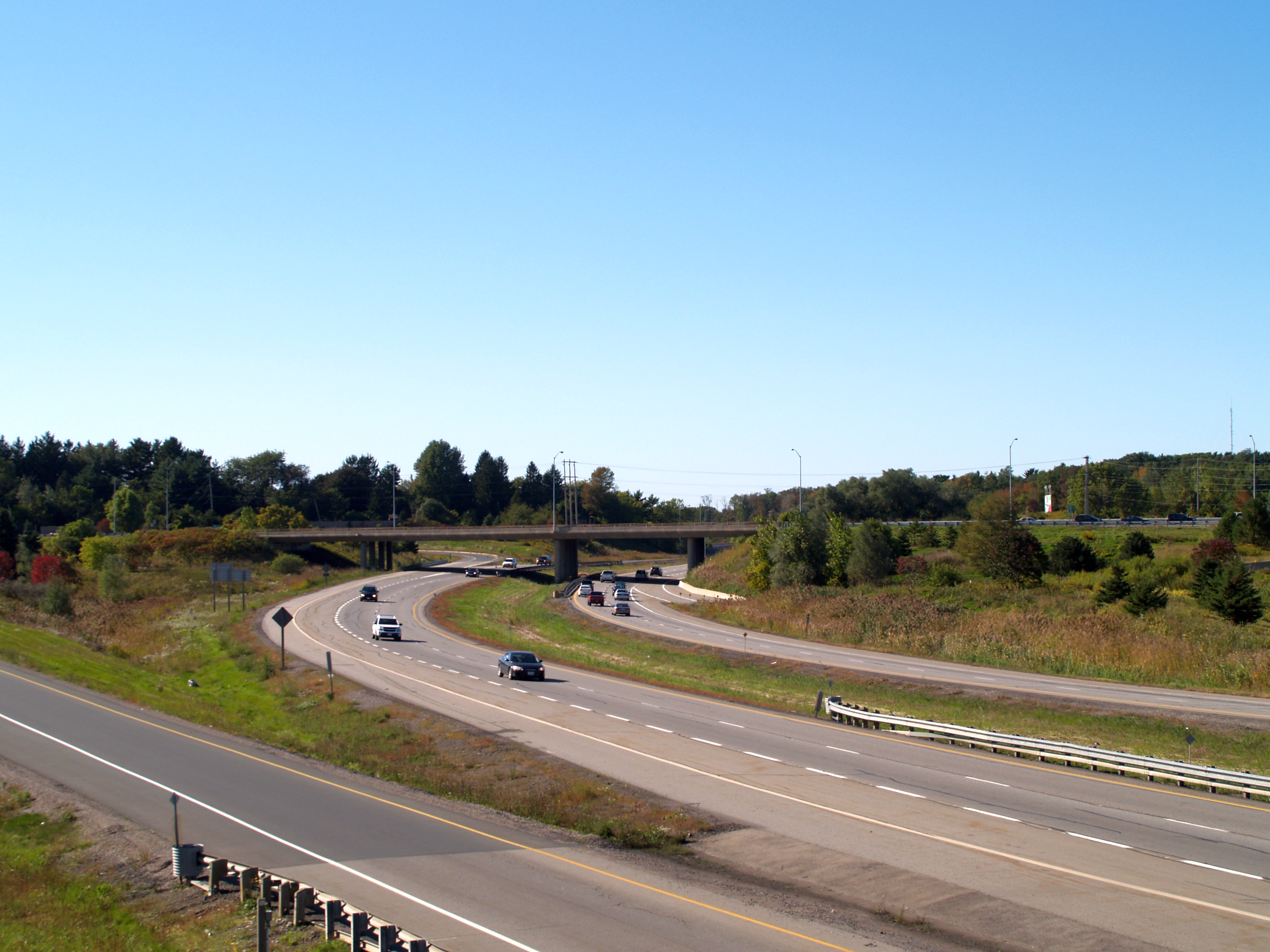
الطريق السريع 403 في تقاطع الطريق السريع 2 في انكاستر سابقا

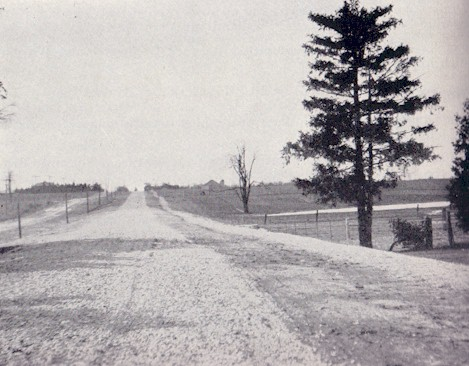
تم توسيع الطريق السريع رقم 2 قرب وودستوك إلى طريق سريع من أربع أقسام عام 1936 وتعد واحدة من بدايات الطريق السريع 403.

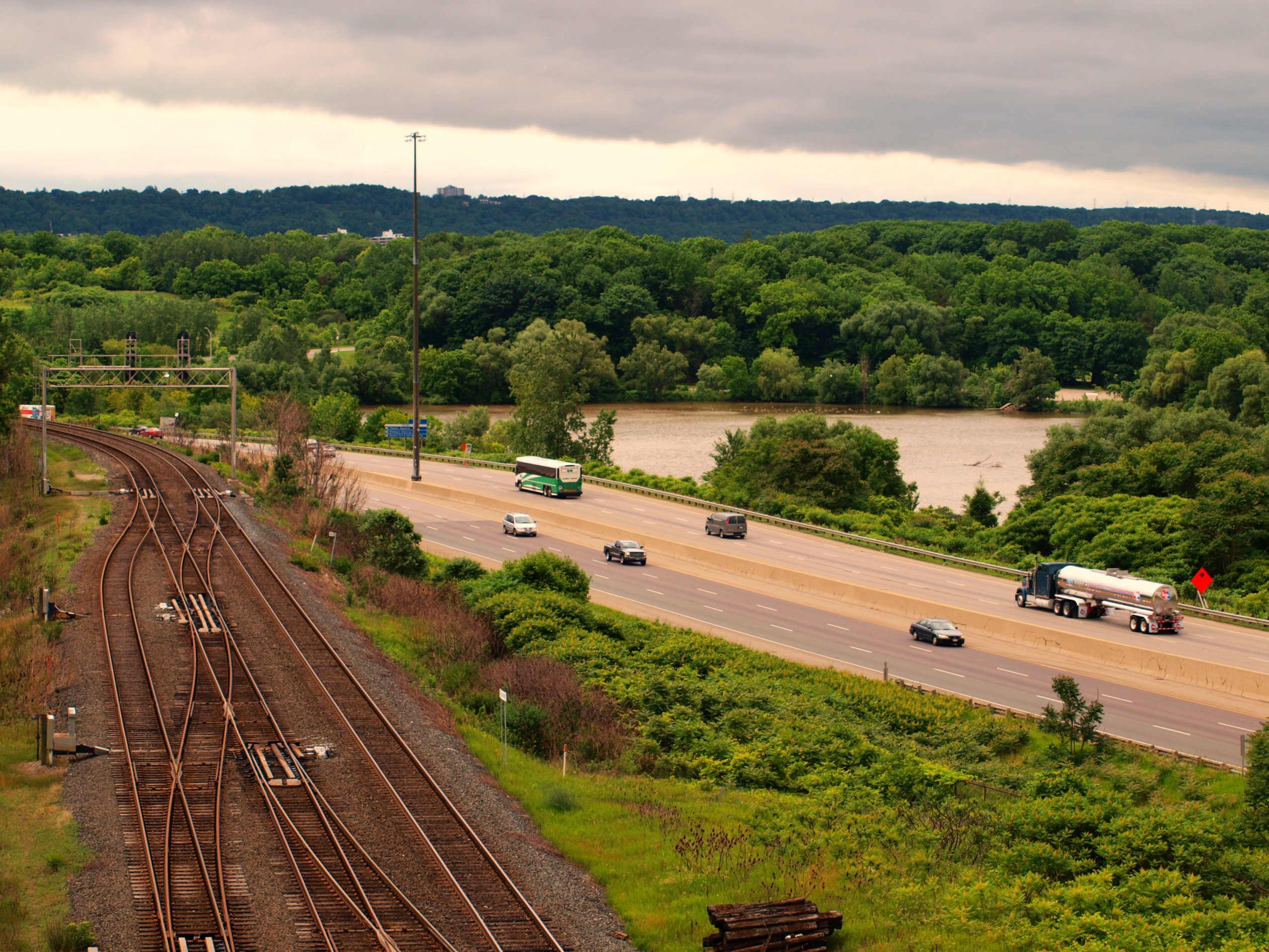
الطريق السريع 403 في هاملتون في الجزء السفلي من جرف شلالات نياكرا